# Neu Wulmstorf
Neu Wulmstorf är en kommun och ort i Landkreis Harburg i förbundslandet Niedersachsen i Tyskland.